# Análisis de audiencias

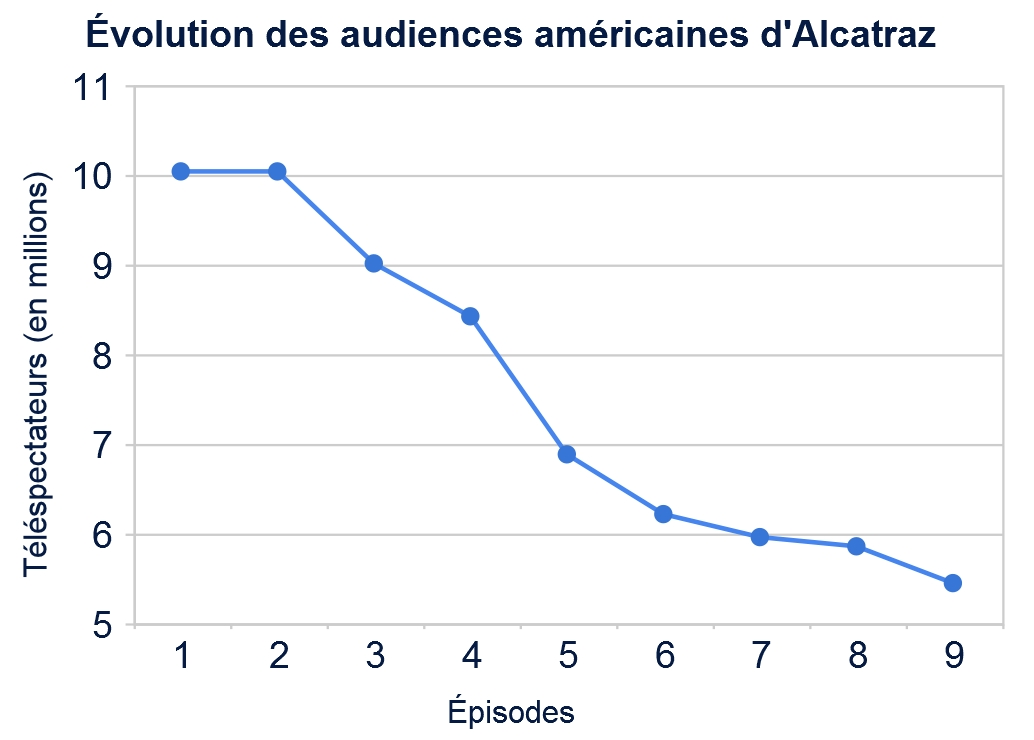
Ejemplo de análisis de una audiencia.

El análisis de audiencias o estudio de audiencias se define como el conjunto de métodos de investigación utilizados para obtener información sobre la audiencia, y que permite estimar el número de personas que han estado expuestos a un evento medial en un momento del tiempo determinado. Este puede referirse por ejemplo al consumo de un producto audiovisual, ya sea textual, sonoro, fotográfico o multimedia.

## Objetivos de los estudios de audiencias
Se han situado dos objetivos principales respecto a los distintos estudios de audiencia de medios.
1. Cubrir las necesidades de información de la industria publicitaria, que necesita contar con una moneda de cambio o parámetro para regular la compraventa de espacios publicitarios.[1]
2. Aprovechar la información para que los medios planifiquen, diseñen y programen los contenidos editoriales, siguiendo la respuesta de la audiencia y la rentabilidad e interés de los anunciantes, o en el caso de los medios de servicio público, del interés social.[2]

Aunque los datos de audiencia pueden colaborar en varias decisiones relativas a los medios, su principal beneficio es que facilita la compraventa de publicidad en medios. En este sentido, los estudios de audiencia son utilizados como moneda de cambio o media currency entre los participantes de la industria (medios, anunciantes y agencias). De hecho, por sus propias características, estos estudios orientan la inversión en medios.

## Características de los estudios de audiencia de medio
Hoy en día corresponde principalmente a estudios cuantitativos, con una fuerte carga metodológica y de base científica. Adicionalmente, estos estudios suelen profundizarse con otros de método cualitativo. Las audiencias de los distintos medios suelen reportarse tomando como base un determinado demográfico, que puede ser sexo, edad, nivel socioeconómico, tenencia de televisión de pago, región, entre otros. 
Tres corresponden a los principales usuarios de la información de audiencias. En primer lugar, los medios de comunicación los utilizan para reportar con bastante detalle las características de las audiencias que consumen cada medio en particular. En segundo término, los anunciantes utilizan esta información para identificar grupos objetivo de sus acciones de marketing. Finalmente, las agencias de medios utilizan estos estudios para decidir en que soporte (escrito, visual o sonoro) van a vehiculizar acciones comunicacionales, eligiendo el medio y, en su caso, la franja horaria para hacerlo. 
Lamas (1999) identifica tres modelos generales que representan la manera en que se organizan estos estudios.
- MOC (Media Owner Contract): Un medio o un grupo de medios patrocinan el estudio, lo financian y normalmente detentan la propiedad de los datos. El resto de agentes del mercado, otros medios, anunciantes y las agencias de publicidad no participan en el mismo, aunque la situación se dulcifica a veces dejándoles participar en Comités de Usuarios de carácter técnico y consultivo.
- JIC (Joint Industry Committee): La organización del estudio es responsabilidad de los diferentes sectores del mercado (anunciantes, compañías de publicidad y medios) de forma que todos los usuarios participan en las especificaciones, diseño y gestión del mismo. Se suele convocar un concurso a través del cual se adjudica la ejecución del estudio a un instituto de investigación. Se considera la alternativa organizativa óptima, ya que garantiza la unicidad de la medida, así como su neutralidad y transparencia y asegura que responde a los requisitos y necesidades de los usuarios.
- OS (Own Service): Un instituto de investigación recoge la información sobre la audiencia en términos de iniciativa puramente empresarial y comercializa su servicio a través de contratos individuales múltiples negociados con los compradores de la información. En ocasiones, el instituto acepta o propicia la creación de Comités de Usuarios de carácter técnico que pueden limitar un tanto su capacidad de maniobra en aras de una mayor participación de los usuarios.

En la mayoría de los países el análisis de audiencias lo realizan empresas multinacionales. Ejemplos de ello son las compañías Kantar Ibope Media (América Latina), Nielsen Company (Estados Unidos, México y algunos países de Europa, como Holanda) y Kantar Media (Europa).

## Historia del análisis de audiencias
Es evidente que algunos medios tienen más facilidad que otros para conocer el alcance de sus productos. Así, por ejemplo, la prensa escrita dispone de un número más o menos aproximado de sus lectores gracias al número de ejemplares vendidos. El cine conoce el número exacto de sus espectadores gracias al taquillaje. Pero en el caso de la televisión y la radio, es difícil conocer esa cifra. Ambas emplearon en sus inicios las cartas enviadas por los espectadores u oyentes para hacerse una idea del número de telespectadores y oyentes, respectivamente. Sin embargo, este no es un método fiable, ya que dicha correspondencia no representa a la audiencia total y por tanto sus opiniones no pueden extrapolarse.

### El sondeo
El sondeo es la técnica empleada para medir las audiencias en televisión. El método consiste en seleccionar a un determinado número de personas al que se denomina muestra y preguntarles sobre su consumo de los productos audiovisuales emitidos por televisión. Las personas elegidas se presuponen como representativas de la audiencia total a medir, por lo que los resultados individuales pueden ser globalizados.
Aun así, hay que recordar siempre el carácter estimativo de los sondeos. Amparo Huertas, citando a Beville, afirma que "a partir de cuestionar a una pequeña porción de la población total o universo a estudiar, se estima el consumo de televisión del conjunto".[cita requerida]
Para interpretar un sondeo debemos tener en cuenta dos conceptos: el margen de error muestral (en inglés: sampling error) y el intervalo de confianza (en inglés: confidence interval). El margen de error muestral es la diferencia que existiría entre los resultados que aporta un sondeo que utilizó una muestra y los que hubiera aportado un sondeo a la totalidad de la audiencia. Cuanto más pequeño sea este margen, mayor será la calidad del sondeo. Por su parte, el intervalo de confianza hace referencia a la probabilidad de obtener los mismos resultados (dentro del margen de error muestral), si se realiza un nuevo sondeo muestral. Juntos, estos dos conceptos representan la precisión con la que podemos inferir valores poblacionales a partir de la muestra. Cabe señalar que tanto el margen de error muestral como el intervalo de confianza sólo pueden calcularse cuando la muestra fue seleccionada de forma aleatoria o probabilística.
La corrección del sondeo también depende de la veracidad de las respuestas brindadas por las personas entrevistadas.  Para aumentar la probabilidad de que contesten verazmente, es necesario diseñar las preguntas cuidadosamente, además de brindar garantías de confidencialidad o anonimato de las respuestas.

### Panel con diario de escucha
Esta técnica requiere que cada uno de los integrantes de la muestra anote cada día en un impreso su consumo de televisión. El formulario consiste en una parrilla con las 24 horas del día divididas en fracciones de 15 minutos.
Se creó esta técnica para evitar algunos problemas que ocasionaba la entrevista. El individuo ya no tiene que recurrir a recordar lo que vio en un determinado momento, y el entrevistador se hace innecesario, lo que hace el estudio más barato y se elimina el riesgo de que el entrevistado mienta sobre su consumo. 
Por supuesto, este método también conlleva algunas desventajas. Los formularios se han de entregar, y cuando hayan sido rellenados, se han de recoger, lo que supone un gasto elevado. Otro de los problemas radica en las contestaciones erróneas y en la falta de respuestas de los usuarios.

### Audímetro
El audímetro se conecta a la televisión y mide automáticamente la audiencia de forma permanente. Fue inventado en 1936 por Robert F. Elder y Louis Woodruff, ambos profesores del Instituto de Tecnología de Massachusetts de Estados Unidos. En un primer momento, la función de éste era realizar mediciones del número de aparatos de radio encendidos y registrar la emisora que sintonizaban. Este audímetro primitivo estaba conectado al dial de la radio y grababa en un rollo de papel los datos obtenidos.
La primera empresa en apostar por este nuevo sistema de medición fue Nielsen, en los años 1940. Técnicos de la empresa recogían diariamente los rollos de papel para estudiarlos y los reemplazaban por unos nuevos. Más adelante se sustituyeron los rollos de papel por películas de 16 mm, lo que simplificaba la tarea de reponerlas y reducía el gasto económico de forma considerable (los mismos usuarios del audímetro podían reponerlas).
A partir de los años 1950 el audímetro se consolidó como medidor de audiencias en un nuevo medio: la televisión. Desde entonces se ha dedicado en exclusiva a ella, perfeccionándose y ganando en precisión. Prueba de ello son los cerca de 200 modelos que la empresa Nielsen llegó a desarrollar, de los cuales solo 24 resultaron finalmente operativos.
El audímetro actual ha evolucionado tanto que permite almacenar gran cantidad de datos en un pequeño disco duro, por lo que los cortes de electricidad no afectan a la recolección de datos, que suele ser diaria y se realiza al final de la jornada de forma automática y a través de la línea telefónica.
En los últimos tiempos se ha aumentado la sofisticación de estos aparatos. Los audímetros normales tan solo eran capaces de medir el número de hogares que se conectaban a un canal de televisión, lo cual ha sido superado con el audímetro individual, capaz de contar el número de espectadores. Este nuevo modelo posee un mando a distancia en el que cada miembro de la familia tiene asignado un número, el cual pulsa cuando va a ver la televisión, de manera que el audímetro conoce en cada momento quien o quienes están consumiendo algún producto televisivo. Los botones sobrantes del mando pueden ser utilizados por visitas que no tengan asignado ningún otro. 
Un paso más allá del audímetro individual se encuentran varios modelos prototípicos que no llegaron a estandarizarse debido a su complejidad. Un audímetro probado solo en territorio suizo formulaba preguntas al espectador mientras este veía la televisión. Un modelo estadounidense incluía un lector de códigos de barras para conocer los productos que los individuos compraban a lo largo del día.
Pero la gran desventaja de los audímetros mencionados hasta ahora es la gran colaboración que necesitan por parte de los usuarios, lo que hace que muchos de estos se muestren reacios a instalar uno en su hogar pese a las compensaciones que se consiguen por hacerlo. Por esta razón, la industria está avanzando hacia el recuento individual, pero pasivo de los espectadores. Ya en 1957, la empresa Nielsen se encaminó hacia esa idea. Lo hizo con un curioso audímetro con forma de cojín que se activaba cada vez que alguien se sentaba encima. Los problemas de este modelo enseguida se hicieron patentes, ya que muchas veces en las que la gente utilizaba el cojín no estaba viendo la televisión. En Francia se han utilizado audímetros fotoeléctricos que detectan cualquier movimiento en la habitación, incluso si el individuo está o no mirando al aparato de televisión. Modelos parecidos al anterior fueron desarrollados nuevamente por Nielsen, incorporando infrarrojos y videocámaras en lugar de células fotoeléctricas. Esto condujo a numerosas protestas por la consiguiente falta de intimidad y los modelos fueron retirados.
Por estas razones, y pese a sus limitaciones, el audímetro activo-individual sigue siendo el modelo más utilizado en la actualidad.

## Análisis de audiencias en España
España es un caso especial en cuanto a medición de audiencias se refiere. Cuando la televisión llegó a España, TVE ostentaba el monopolio televisivo: solo existía un canal. En esta época la medición de audiencias se realizaba mediante el llamado Estudio General de Medios (EGM), llevado a cabo por la Asociación Española de Anunciantes (aunque en 1975 se constituyó en sociedad anónima). 
El Estudio General de Medios es un estudio multimedia, es decir, incluye las mediciones del número de telespectadores, el número de lectores de prensa diaria, de revistas, de suplementos, de oyentes de radio y de espectadores en las salas de cine. En 1996 comenzó también a realizar mediciones de Internet, hoy con una adjudicación definitiva para su medición en España. El método utilizado para recabar datos es el de la entrevista sobre el recuerdo de la víspera. El estudio se apoyaba en los institutos de opinión para poder recabar los datos, siendo Metra Seis y Eco dos de los más destacados. 
Con la llegada de los ochenta, RTVE decide convocar dos concursos para llevar a cabo una medición de audiencias propia e independiente de la realizada por el EGM. Pretendía que se basara en un sistema más moderno para la recogida de datos: el audímetro. En un principio, RTVE aspiraba a que el resultado de este futuro estudio fuera de uso exclusivo, aunque acabó aceptando que fuera de dominio público, tal y como reclamaban las televisiones autonómicas, para garantizar la fiabilidad del mismo. Finalmente, la elegida fue la empresa Ecotel, en marzo de 1986. Esta era poseedora de un 60 % de Entel (antigua filial de Telefónica) y de un 40% del instituto de sondeo Ecoconsulting.
En 1989 surge Media Control, una empresa sondeadora que aspiraba a hacer la competencia directa a Ecotel, en una época en la que en España comenzaban a nacer los nuevos canales de televisión privada. Ya en 1990 la convivencia de Ecotel y de Media Control era insostenible: con la misma tecnología (el audímetro) los resultados que ofrecían eran muy diferentes. Tras un período difícil para Ecotel, la empresa fue finalmente absorbida por la francesa Sofres (propietaria de Media Control). En abril de 1993 Sofres Audiencia de Medios se presenta como nueva empresa, haciendo así efectiva y definitiva la fusión entre Ecotel y Media Control.
En 1993 se funda la consultora audiovisual Gabinete de Estudios de la Comunicación Audiovisual (GECA), que desarrolla Link TV, un sistema que analiza en formato web los datos audimétricos y que ha sido exportado a Italia, Venezuela, Ecuador, Colombia, Argentina y Brasil.
En 1999 aparece la empresa Barlovento Comunicación, que comercializa Audímetro TV, una herramienta similar a la citada.
A partir de 2000, Infortécnica con el Portal de la Audiencia cubre la medición de audiencias de medios locales y regionales. Los estudios generalistas, aparte de grandes capitales y núcleos densamente poblados, no pormenorizan resultados locales o municipales con un grado de fiabilidad aceptable.
En el año 2010 Sofres Audiencia de Medios pasa a denominarse Kantar Media. De esta forma, las mediciones de Kantar Media y EGM continúan siendo las principales encargadas de la medición de audiencias en España. Kantar Media se ha especializado en el ámbito televisivo gracias a su panel audimétrico; mientras que el EGM continúa utilizando la técnica de la entrevista, por lo que es el punto de referencia para el resto de medios.
Más recientemente, se han llevado a cabo mediciones de audiencias con apps en teléfonos móviles, en medios como la radio local, no sondeados por los sistemas de medición de audiencias. El procedimiento permite además introducir feed-backs de formación e información de interés para las personas que reportan sus hábitos de escucha.

## Análisis de audiencias en redes sociales
El análisis de audiencias en redes sociales es el proceso de examinar y comprender las características demográficas, comportamientos, intereses y preferencias de los seguidores o usuarios que interactúan con una marca, empresa o entidad en plataformas de redes sociales, como, por ejemplo: X, YouTube, FaceBook, Instagram, TikTok o LinkedIn.  
En el análisis de audiencias en redes sociales se utilizan diversas métricas para comprender mejor el comportamiento y las características de los seguidores de una marca o entidad en plataformas digitales. Entre ellas, las más comunes que se repiten en diversos estudios son aquellas variables cuantitativas relacionadas con la participación de la audiencia () y aquellas técnicas cualitativas que permiten examinar los comentarios de la audiencia ()
Variables cuantitativas
Interacciones y participación:
- Tasa de participación (engagement rate)
- Número de me gustas (likes)
- Comentarios
- Compartidos (shares)
- Republicaciones (en el caso de Twitter)
- Interacciones por publicación (Alcance)
- Visualizaciones
- Visualizaciones por publicación

Técnicas que ofrecen información cualitativa
- Análisis de sentimiento de los comentarios y menciones (positivo, neutro, negativo)
- Feedback y opiniones expresadas por la audiencia

No obstante, para extender el conocimiento sobre los diferentes tipos de análisis sobre audiencias en redes sociales, se recomiendan los siguientes estudios sobre esta técnica. (  )